# Old-Croghan-Mann
Der Old-Croghan-Mann ist eine gut erhaltene eisenzeitliche Moorleiche, die im Mai 2003 in einem Moor in der Nähe von Daingean im irischen County Offaly gefunden wurde. Erhalten sind lediglich der Brustkorb sowie beide Arme, aus denen jedoch auf die generelle Statur der Person zu Lebzeiten rückgeschlossen werden kann. Mit geschätzten 198 cm Körperlänge ist der Mann die größte bisher gefundene historische Person. Die Überreste des Old-Croghan-Mannes werden im Irischen Nationalmuseum in Dublin aufbewahrt.

## Fund
Der Fundort liegt in der Nähe der Gemeinde Oldcroghan im kleinen, etwa 5 km langen und 2 km breiten Hochmoor Clonearl Bog, das Teil des weitläufigen Moorsystems von Derrygreenagh in der Irischen Region Midlands ist. Das Clonearl Bog liegt unmittelbar südwestlich des 234 m hohen Croghan Hills, einem Hügel aus vulkanischer Asche und Basalt, der den höchsten Punkt der umliegenden Landschaft bildet. Archäologische relevante Funde aus der näheren Umgebung wie Grabhügel, Ringwälle, eine mögliche Höhensiedlung, Heilige Quellen, Wüstungen und Spuren landwirtschaftlicher Nutzung weisen auf eine kontinuierliche Anwesenheit von Menschen in der Landschaft um den Croghan Hill hin. Seit den 1990er Jahren wurde der Süden des Moores durch Anlage von Drainagegräben entwässert und in Folge der Trocknung abgesenkt. Der Old-Croghan-Mann wurde schließlich im Mai 2003 bei der Vertiefung eines Entwässerungsgrabens im südlichen Teil des Clonearl Bogs entdeckt, nachdem ein Maschinenführer der Tipperary Peats Ltd. Überreste eines menschlichen Brustkorbs mit beiden Armen im Trog seiner Abbaumaschine entdeckte. Der genaue Lageort des Old-Croghan-Mannes konnte bei der archäologischen Nachuntersuchung im Moor nur noch indirekt, durch den Fund einiger in Originallage vorgefundener Fingernägel und dem Fragment einer Bindeweide ermittelt werden. Dagegen waren der Brustkorb mit den Armen durch die Torfabbaumaschine weit davon verlagert. Die fehlenden Körperteile konnten nicht mehr gefunden werden.
Fundort: 53° 19′ 54,5″ N, 7° 18′ 5,5″ W

## Befunde
Bei der Auffindung des Old-Croghan-Mannes wurden keine Reste einer Kleidung beobachtet. Er trug lediglich ein kleines, mit zwei Ringen aus Kupferblech verschlossenes, geflochtenes Lederband um den linken Unterarm. Von dem Mann sind beide Arme sowie der Brustkorb vom Halsansatz bis unterhalb des Brustkorbes vollständig erhalten. Das Lebensalter des Old-Croghan-Mannes wird auf Anfang 20 Jahre geschätzt. Aufgrund von Berechnungen der Armknochen wird seine ursprüngliche Körpergröße auf 198 cm geschätzt, was nicht nur für die damalige Zeit, sondern auch für die Gegenwart noch eine außerordentliche Größe ist. Er ist damit die größte bisher gefundene historische Person. Die Fingernägel wirkten erkennbar gepflegt und sein Körper zeigte keine Anzeichen schwerer körperlicher Arbeit. In der Brustregion befindet sich ein tiefer Einstich, der als mögliche Todesursache gedeutet wird. Schnittmarken am Halsansatz und unteren Brustkorb deuten darauf hin, dass er geköpft und sein Körper in zwei Teile geteilt wurde. Unterhalb seiner beiden Brustwarzen wurden tiefe Einschnitte gefunden. Ebenso deutet eine Wunde auf einem Arm auf eine mögliche Abwehrverletzung hin. Die Lunge weist vernarbtes Gewebe auf, das auf eine mögliche Rippenfellentzündung hindeutet. Die Untersuchung seines Mageninhalts ergab, dass seine letzte Mahlzeit wohl aus Weizen und Buttermilch bestand.

## Datierung
Mittels Radiokarbonmethode wurden einige Gewebeproben aus dem Inneren des Brustkorbs und damit der Todeszeitpunkt des Old-Croghan-Mannes in den Zeitraum von 361 und 115 vor Chr. (2170 ± 30 Jahre BP) datiert. Diese zeitliche Einordnung konnte durch eine Probe aus der Bindeweide, die in den Zeitraum zwischen 362 und 175 vor Chr. (2189 ± 29 BP) datiert wurde, bestätigt werden. Insgesamt ist anzunehmen, dass der Old-Croghan-Mann zwischen 362 und 175 vor Chr. in das Moor gelangte.

## Deutung
Die Leiche des Old-Croghan-Mannes wurde nur drei Monate nach dem Fund des Clonycavan-Mannes im benachbarten County Meath entdeckt, der unter ähnlichen Umständen zu Tode gekommen ist. Der Old-Croghan-Mann wurde ohne erhaltene Kleidung aufgefunden, ob er aber auch nackt ins Moor kam, ist nicht sicher, da eine möglicherweise vorhandene Kleidung aus pflanzlichen Rohstoffen durch die Moorsäuren vergangen sein kann. Über den Hintergrund des linksseitig getragenen ledernen Armbandes gibt es zahlreiche Spekulationen; ein ähnliches Armband aus Fuchsfell wurde am linken Oberarm des Lindow-Mannes aus der englischen Grafschaft Cheshire gefunden. Die gepflegte Erscheinung seiner Fingernägel und der fehlenden Anzeichen schwerer körperlicher Arbeit legen nahe, dass der Old-Croghan-Mann ein Angehöriger der lokalen Oberschicht war.

### Todesursache
Über die Hintergründe seines Todes gibt es zahlreiche Spekulationen. Die Teilung der Leiche, deren Enthauptung und Abtrennung des Unterkörpers deuten stark auf eine Ermordung hin. Möglicherweise wurde der Old-Croghan-Mann vor seinem Tode gefoltert, was die Einschnitte unterhalb der Brustwarzen vermuten lassen. Die Wunden an dem Arm des Mannes sind typisch für Verletzungen bei Abwehrreaktionen auf Angreifer. Möglicherweise trafen die tödlichen Angriffe den Mann nicht überraschend, so dass er sich dieser noch zu erwehren versuchte. Nach Eamonn P. Kelly, dem Leiter der Archäologischen Sammlung des Irischen Nationalmuseums, könnte der Old-Croghan-Mann wie auch andere Moorleichen geopfert worden sein, um möglicherweise eine gute Ernte zu erflehen. Weiterhin stellte Kelly fest, dass der Old-Croghan-Mann auf der Grenze der historischen Territorien Tuath Cruacháin und Tuath na Cille niedergelegt wurde. Er folgert aus der Tatsache, dass aus Irland mindestens 40 weitere menschliche Moorfunde auf historischen Grenzen vorliegen, dass diese Deponierungen einem besonderen Zweck gedient haben mussten.

### Lebensumfeld
Nach Untersuchungen zweier Torfprofile nahe der Lagerstätte der Fingernägel, insbesondere der pollenanalytischen Auswertung war die Region um das Clonearl Bog seit der späten Bronzezeit eine weite offene Landschaft, die intensiv bewirtschaftet wurde. Diese menschlichen Aktivitäten stagnierten jedoch deutlich am Übergang zur Eisenzeit in der Mitte des ersten Jahrtausends vor Chr. und die Landschaft verwaldete zunehmend. Ab Mitte des 4. Jahrhunderts vor Chr. bildete sich hier ein offener Moorsee, in dem der Körper des Old-Croghan-Mannes vermutlich vollständig versenkt und vom Luftsauerstoff abgeschnitten wurde, was die hervorragende Erhaltung der gefundenen Körperteile bewirkte. Die Auswertung der Pollendiagramme zeigt an, dass um dem Zeitraum der Versenkung des Old-Croghan-Mannes die Landschaft wieder verstärkt entwaldet und ackerbaulich genutzt wurde. Dies fällt in eine Periode des sich wieder intensivierenden kulturellen Austauschs mit den Britischen Inseln und dem europäischen Festland, was höchstwahrscheinlich mit schwerwiegenden ökonomischen, sozialen und politischen Umbrüchen verbunden war. Zahlreiche weitere, gleichgeartete Moorleichenfunde aus dieser Periode lassen hier Zusammenhänge vermuten.